# Тоні Таулер
Тоні Таулер  (ісп. Toni Tauler, 11 квітня 1974) — іспанський велогонщик, олімпійський медаліст.

## Виступи на Олімпіадах
| Олімпіада   | Дисципліна                                      | Місце |
| ----------- | ----------------------------------------------- | ----- |
| Сідней 2000 | Індивідуальна гонка переслідування, 4000 метрів | 16    |
| Сідней 2000 | Командна гонка переслідування, 4000 метрів      | 12    |
| Пекін 2008  | Індивідуальна гонка переслідування, 4000 метрів | 6     |
| Пекін 2008  | Медісон                                         | 2     |